# Wangmeng (sockenhuvudort i Kina, Henan Sheng, lat 33,93, long 113,96)
Wangmeng är en sockenhuvudort i Kina. Den ligger i provinsen Henan, i den centrala delen av landet, omkring 97 kilometer söder om provinshuvudstaden Zhengzhou. Antalet invånare är 36 893. Befolkningen består av 17 543 kvinnor och 19 350 män. Barn under 15 år utgör 18,0 %, vuxna 15-64 år 71 %, och äldre över 65 år 9,0 %.
Runt Wangmeng är det tätbefolkat, med 819 invånare per kvadratkilometer. Närmaste större samhälle är Jiangguanchi, 11,2 km nordväst om Wangmeng. Trakten runt Wangmeng består till största delen av jordbruksmark.
Genomsnittlig årsnederbörd är 863 millimeter. Den regnigaste månaden är juli, med i genomsnitt 176 mm nederbörd, och den torraste är januari, med 7 mm nederbörd.